# Nannohealdia
Nannohealdia is een geslacht van uitgestorven kreeftachtigen uit de klasse van de Ostracoda (mosselkreeftjes).

## Soort
- Nannohealdia arcuata Kesling & Chilman, 1978 †